# Joseph Brown Heiskell

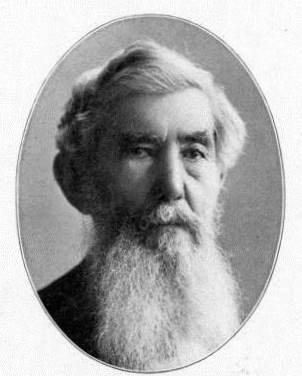
Joseph Brown Heiskell, 1901 oder 1902

Joseph Brown Heiskell (* 5. November 1823 in Knoxville, Tennessee; † 7. März 1913 in Memphis, Tennessee) war ein US-amerikanischer Jurist und Politiker. Er gehörte der Whig Party an.

## Werdegang
Joseph Brown Heiskell, Sohn von Eliza Brown († 1854) und dem Zeitungsverleger Frederick Steidinger Heiskell (1786–1882), wurde ungefähr achteinhalb Jahre nach dem Ende des Britisch-Amerikanischen Krieges im Knox County geboren. Über seine Jugendjahre ist nichts bekannt. 1840 graduierte er am East Tennessee College. Er studierte Jura und begann nach dem Erhalt seiner Zulassung als Anwalt in Madisonville (Monroe County) zu praktizieren. Seine Studienzeit war von der Wirtschaftskrise von 1837 überschattet und die Folgejahre vom Mexikanisch-Amerikanischen Krieg. Um 1850 zog er nach Rogersville (Hawkins County), wo er weiterhin als Anwalt tätig war.
Er saß zwischen 1857 und 1859 im Senat von Tennessee. Dabei vertrat er folgende Counties: Hancock County, Hawkins County und Jefferson County. Nach der Sezession von Tennessee und dem Ausbruch des Bürgerkrieges vertrat er den ersten Wahlbezirk von Tennessee im ersten und zweiten Konföderiertenkongress, wo er vom 18. Februar 1862 bis zu seinem Rücktritt am 7. Februar 1864 tätig war. Heiskell wurde 1864 von Unionstruppen gefangen genommen und inhaftiert. Er verbrachte den Rest des Krieges in einem Gefangenenlager, Camp Chase, in Columbus (Ohio).
Nach dem Ende des Krieges zog er nach Memphis (Shelby County), wo er eine Anwaltspraxis eröffnete, war aber auch in der Lokalpolitik tätig. Er nahm 1870 als Delegierter an der Verfassunggebenden Versammlung von Tennessee teil. Zwischen 1870 und 1878 bekleidete er den Posten als Attorney General in Tennessee. Heiskell verstarb ungefähr ein Jahr vor dem Ausbruch des Ersten Weltkrieges in Memphis und wurde dann dort auf dem Elmwood Cemetery beigesetzt.
Er war ein Neffe von William Heiskell (1788–1871), dem Speaker im Repräsentantenhaus von Tennessee nach dem Bürgerkrieg.

## Familie
Heiskell war zweimal verheiratet. Er heiratete 1846 zuerst Sarah A. McKinney (1822–1890), Tochter von Eliza Ayer und John McKinney. Das Paar bekam sieben Kinder, von denen fünf das Erwachsenenalter erreichten, darunter Eliza (1848–1922) und Frederick Hugh (1851–1933). Nach dem Tod seiner ersten Ehefrau heiratete er Lucy Watkins.